# Petäinen (sjö i Kuopio, Norra Savolax)
Petäinen är en sjö i kommunen Kuopio i landskapet Norra Savolax i Finland. Sjön ligger 122,4 meter över havet. Den är 28,1 meter djup. Arean är 1,95 kvadratkilometer och strandlinjen är 15,95 kilometer lång. Sjön  ingår i Kymmene älvs huvudavrinningsområde.   Den ligger omkring 21 kilometer sydväst om Kuopio och omkring 310 kilometer norr om Helsingfors. 
Petäinen ligger väster om Iso-Lauas. 